# Ceroplastes cassiae
Ceroplastes cassiae är en insektsart som först beskrevs av Édouard Louis Chavannes 1848.  Ceroplastes cassiae ingår i släktet Ceroplastes och familjen skålsköldlöss. Inga underarter finns listade i Catalogue of Life.